# André Le Breton
Pour les articles homonymes, voir Le Breton.
Cet article concerne l'encyclopédiste du XVIIIe siècle. Pour l'écrivain surréaliste, voir André Breton. Pour l'homme politique, voir André Breton (homme politique).
André François Le Breton, né le 2 septembre 1708 à Paris où il est mort le 5 octobre 1779, est un éditeur français à l’origine de l’Encyclopédie ou Dictionnaire raisonné des sciences, des arts et des métiers de Diderot et D’Alembert.
Le Breton était fils d’un conseiller en l’élection de Paris et petit-fils par sa mère de Laurent d’Houry, fondateur de l’Almanach royal. Il devint juge consul, syndic de sa corporation et premier imprimeur du roi.
Le succès de la Cyclopaedia anglaise de Chambers avait donné l’idée aux libraires associés de Paris de la faire traduire en français; l’abbé de Gua s’était chargé d’y faire les corrections et additions nécessaires, mais celui-ci ne s’occupant pas de ce travail avec assez de suite, les libraires proposèrent à Diderot et à D’Alembert, qui étaient unis de la plus étroite amitié depuis plusieurs années, de rassembler les matériaux de cet ouvrage, de les ranger dans l’ordre qui leur conviendrait, de retrancher ce qui leur paraîtrait erroné, et d’ajouter ce qui leur semblerait utile, pour compléter l’histoire des sciences et des arts. Les deux amis y consentirent, et tracèrent le plan d’un ouvrage qui, tout en conservant ce qu’il y avait de bon dans celui de Chambers, devait être en même temps un dictionnaire raisonné des sciences, des arts et métiers, un vocabulaire universel de la langue, objet qui n’a pu être rempli qu’en partie. D’Alembert fit le Discours préliminaire, Diderot le prospectus, le tableau des connaissances humaines et l’explication de cette table. Le Breton donna l’article « encre noire à l’usage de l’Imprimerie ».
L’Encyclopédie fut commencée en 1751, sept volumes avaient paru lorsque l’impression fut arrêtée, par un arrêt du conseil en 1759. D’Alembert se retira, et tout le poids de l’ouvrage retomba sur Diderot et Louis de Jaucourt (dès le volume 2). Tout ce que celui-ci put obtenir de son collègue après une année de peine, ce fut que D’Alembert achèverait la partie mathématique. Voltaire engageait les deux philosophes à aller terminer leur œuvre à l’étranger ; Diderot répondit que les manuscrits appartenaient aux libraires.
Enfin, Le Breton obtint de pouvoir continuer l’impression d’une manière clandestine en mettant la rubrique de Neuchâtel sur les volumes. On fit de nouvelles conditions à Diderot, qui compare son nouveau traité avec les libraires à celui du diable et du paysan de La Fontaine : « Les feuilles sont pour moi, écrit-il à Voltaire, les grains pour eux, mais au moins ces feuilles me seront assurées : voilà ce que j’ai gagné à la désertion de mon collègue. » Le Breton, effrayé, revoyait les épreuves de l’Encyclopédie marquées N ou Nb par son contremaitre Brullé avant de les mettre sous presse, supprimait et adoucissait tout ce qui lui paraissait trop fort.
Diderot fut quelque temps sans s’en apercevoir ; mais lorsqu’il le sut il écrivit à Le Breton une lettre sévère où il disait : « Vous avez oublié que ce n’est pas aux choses courantes et communes que vous devez vos premiers succès ; qu’il n’y a peut-être pas un homme dans la société qui se soit donné la peine de lire dans l’Encyclopédie un mot de géographie, de mathématiques ou d’arts, et que ce que l’on y recherche c’est la philosophie ferme et hardie de quelques-uns de vos travailleurs. »
Contrairement à une opinion généralement admise, André-François Le Breton n'était pas vénérable d’une des premières loges françaises. Le Dictionnaire de la Franc-Maçonerie de Daniel Ligou apporte des éléments probatoires suffisants attestant qu'il s'agit d'un homonyme, qui était joaillier.